# Alberto Suppici
Alberto Horacio Suppici Sedes (Montevideo, 20 de noviembre de 1898-Montevideo, 21 de junio de 1981) fue un futbolista y entrenador uruguayo. Jugaba de half izquierdo y como entrenador de la selección uruguaya se consagró campeón del mundo en 1930. Fue el primer entrenador en ganar la Copa del Mundo.

## Trayectoria
Como jugador profesional hizo toda su carrera en el Club Nacional de Football de Montevideo, jugando 143 partidos y anotando 6 goles en 8 años. Se consagró 7 veces campeón uruguayo ganando también varios torneos binacionales.
Dirigió a la Selección de fútbol de Uruguay en varias ocasiones. En 1929 logró el tercer puesto en la Copa América disputada en Argentina. En 1930 se consagró campeón mundial.
El estadio principal de la ciudad de Colonia del Sacramento lleva su nombre.
Su primo hermano era el conductor profesional Héctor Suppici Sedes. Fundó el club Plaza Colonia en la ciudad de Colonia del Sacramento.[cita requerida]

### Participaciones en Copas del Mundo
| Mundial                        | Sede    | Resultado |
| ------------------------------ | ------- | --------- |
| Copa Mundial de Fútbol de 1930 | Uruguay | Campeón   |

### Participaciones en Copa América
| Copa América      | Sede      | Resultado    |
| ----------------- | --------- | ------------ |
| Copa América 1929 | Argentina | 3.er. puesto |

## Clubes

### Como jugador
| Club     | País    | Año       | PJ  | Goles |
| -------- | ------- | --------- | --- | ----- |
| Nacional | Uruguay | 1915-1923 | 143 | 6     |

### Como entrenador
| Club               | País    | Año       |
| ------------------ | ------- | --------- |
| Selección uruguaya | Uruguay | 1928-1932 |
| Selección uruguaya | Uruguay | 1933-1941 |
| Defensor           | Uruguay | 1934      |
| Central Español    | Uruguay | 1935      |
| Defensor           | Uruguay | 1935-1936 |
| Peñarol            | Uruguay | 1945      |

## Palmarés

### Campeonatos nacionales
| Título              | Club    | País    | Año  |
| ------------------- | ------- | ------- | ---- |
| Campeonato uruguayo | Peñarol | Uruguay | 1945 |

### Copas internacionales
| Título                 | Club               | País    | Año  |
| ---------------------- | ------------------ | ------- | ---- |
| Copa Mundial de Fútbol | Selección uruguaya | Uruguay | 1930 |

(*) Incluyendo la selección